# Steve Crowther
Steve Crowther, né en janvier 1957, est un homme politique britannique, membre du Parti pour l'indépendance du Royaume-Uni (UKIP, qu'il a dirigé par intérim un bref moment en 2017). Il en a démissionné en décembre 2018.

## Éléments de biographie
Steve Crowther, retraité, a dirigé une agence de publicité et communication à Londres, s'appuyant notamment sur des bases de données ; il a été journaliste spécialisé, auteur et a été chef intérimaire de l'UKIP. 
Il est connu dans le Devon pour s'être opposé au développement de deux formes d'énergies renouvelables (solaire et éolien) ; Il a notamment monté une campagne baptisée « Slay The Array » (expression pouvant être traduite par "Tuer le tableau", le mot tableau évoquant ici le paysage ou le projet éolien, dénommé Atlantic Array), ciblant le projet de parc éolien offshore qui prévoyait 1.2 gigawatt, produits par une ferme éolienne offshore située à 22 km du littoral (projet 
proposé en 2007, mais qui n'a finalement jamais vu le jour ; abandonné en 2013 pour des raisons techniques et financières selon les porteurs du projet). 
Dans ce cadre, il s'est lié à différentes organisations locales telles que CPRE Devon (« Campaign to Protect Rural England » alors présidé par Penny Mills (femme d'affaires, candidate aux élections parlementaires, se présentant parfois comme ancienne militante environnementale, mais ayant aussi un passé de lutte contre les éoliennes et contre le solaire dans le Devon). 

Il s'est alors aussi lié à Roger Helmer, connu pour ses positions climatosceptique au Royaume-Uni et aux Etats-Unis),.

## Activités et appartenances politiques
Crowther a été président du parti UKIP, poste dont il a démissionné en juillet 2016, quelques semaines après le référendum sur l'UE qui aboutira au Brexit déclarant que son travail de président avait consisté à jouer un rôle de lubrifiant entre Nigel Farage et le Comité exécutif national (NEC) du parti. Interviewé par Martha Kearney sur The World at One, il a nié que les luttes intestines jetaient le discrédit sur le parti, affirmant que quand Nigel Farage se tient à l'écart, il y a toujours « un petit problème sur la façon dont la succession se passe ».
Le 9 juin 2017, il succède comme chef de l'UKIP à Paul Nuttall, qui venait de démissionner après que le parti n'ait remporté aucun siège aux élections législatives.
En 2014, dans le cadre des efforts faits par l'UKIP de plus en plus gêné par les commentaires racistes en ligne de ses membres, il a recommande aux membres de l'UKIP de quitter Facebook et Twitter ou de ne pas s'y exprimer.

### Candidat aux élections
Crowther a été le candidat de l'UKIP pour le North Devon à trois reprises. Lors des élections générales de 2017 pour le Royaume-Uni, il a recueilli le second plus petit nombre de votes dans sa circonscription. 
Fin 2015, il a été dénommé le « président absent » par Matthew Goodwin dans son livre sur l'histoire de l'UKIP (M. Goodwin est un universitaire britannique, professeur de politique à la School of Politics and International Relations de l'Université du Kent et associé à Chatham House, qui a notamment étudié l'UKIP et le phénomène qui a conduit au Brexit). Crowther a déclaré qu'il lancerait un processus pour l'élection d'un chef de parti plus permanent. 
Crowther a finalement démissionné de l'UKIP 3 ans plus tard, en décembre 2018. 

## Résultats électoraux

### Chambres des communes
| Élection          | Circonscription | Parti | Parti | Voix  | %    | Résultats |
| ----------------- | --------------- | ----- | ----- | ----- | ---- | --------- |
| Générales de 2010 | North Devon     |       | UKIP  | 3 720 | 7,2  | Échec     |
| Générales de 2015 | North Devon     |       | UKIP  | 7 719 | 14,8 | Échec     |
| Générales de 2017 | North Devon     |       | UKIP  | 1 187 | 2,1  | Échec     |